# سيلفان ندياي
سيلفان ندياي (25 يونيو 1976

 في باريس) (بالفرنسية: Sylvain N'Diaye)‏ لاعب كرة قدم سنغالي الجنسية فرنسي المولد يلعب حاليا في نادي الدرجة الثانية نادي ستاد رانس الفرنسي منذ 2008 في مركز الوسط المدافع .
لعب ندياي في أندية روديز (1994-1995) بوردو (1995-1998) مارتيغ بالإعارة (1997-1998) غينت (1998-2000) موناكو (1999) تولوز (1999-2000) ليل (2000-2003) مرسيليا (2003-2005) ليفانتي (2005-2008) تينيريفي بالإعارة (2007-2008) .
شارك ندياي مع منتخب السنغال في 17 مباراة دولية منذ 2001 . تم استدعاء ندياي للمشاركة في بطولة كأس العالم لكرة القدم 2002 التي أقيمت في كوريا الجنوبية واليابان ولكنه لم يشارك في أي مباراة .

## روابط خارجية
- سيلفان ندياي على موقع الاتحاد الدولي (مؤرشف)  (الإنجليزية)
- سيلفان ندياي على موقع قاعدة بيانات كرة القدم.إي يو (الإنجليزية)
- سيلفان ندياي على موقع ناشيونال فوتبول تيمز (الإنجليزية)
- سيلفان ندياي على موقع Soccerway.com (الإنجليزية)